# Jupp Heinz

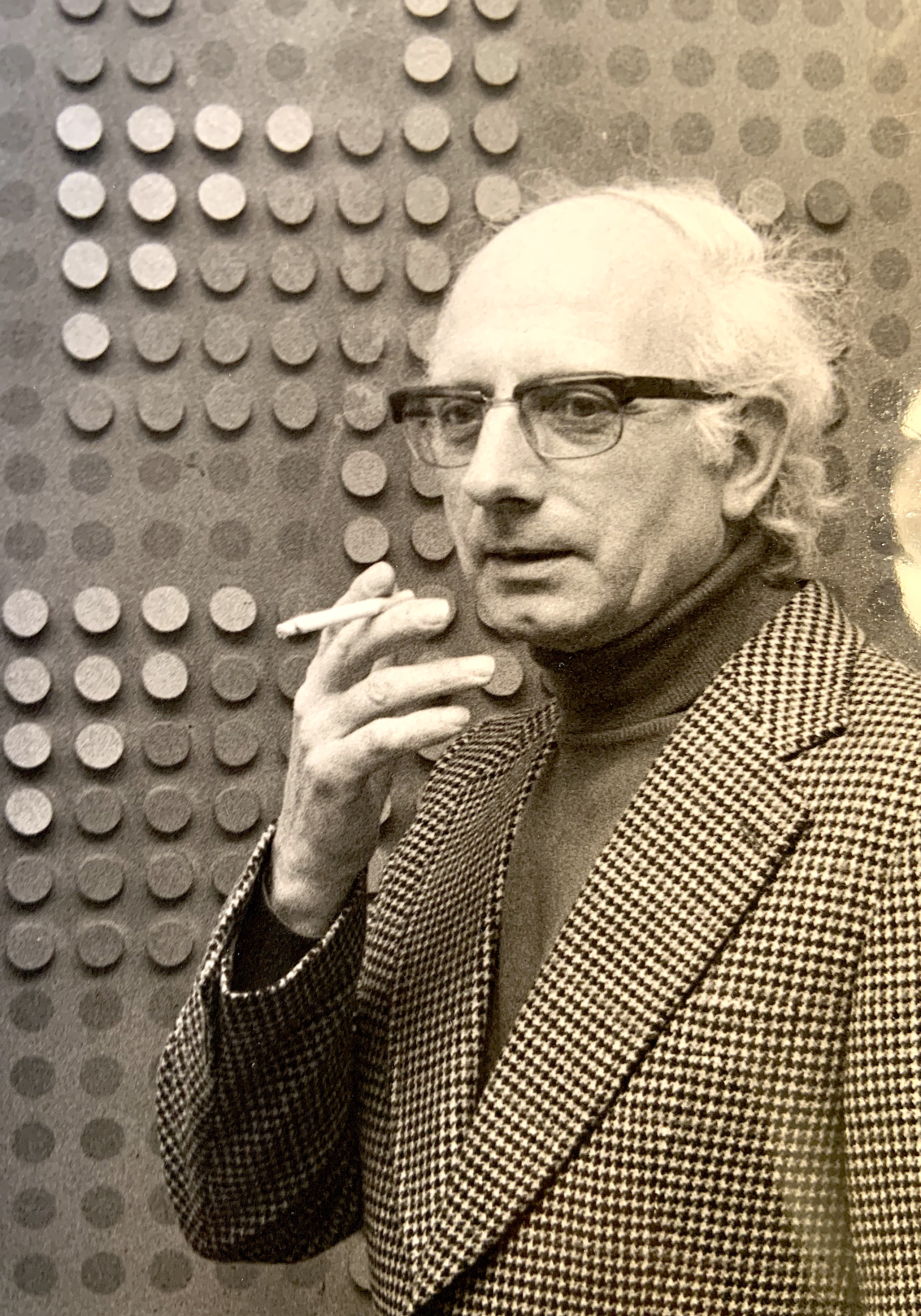
Josef Peter "Jupp" Heinz, 1979 vor eigenem Werk

Josef Peter „Jupp“ Heinz (* 14. Januar 1917 in Binsfeld (Eifel); † 7. Februar 1999 in Bonn) war ein deutscher Maler, Bildhauer und Grafiker. Heinz war 1981 Gründungsmitglied der Bonner „Gruppe konkret“ und bereits 1949 der „Künstlergruppe Bonn“, deren Vorsitz er 1986 bis 1992 innehatte. Jupp Heinz gilt ähnlich wie Leo Breuer, mit dem er über Jahrzehnte intensiv zusammenarbeitete, als Vertreter des Lyrischen Konstruktivismus.

## Leben
Jupp Heinz, der ab 1936 an der Kunstgewerbeschule Trier und später kurz an der Werkschule Köln studierte, sollte wegen der Kriegsereignisse nie einen beruflichen oder akademischen Abschluss machen, war aber ab Ende 1945 praktisch durchgehend als Kunstschaffender tätig. Neben diversen Auftragsarbeiten, zu denen Landschaftsbilder, Porträts und sakrale Skulpturen gehörten, war er – mit Wohnsitz seit 1949 in Bonn – im Zeitraum von 1955 bis zu seiner Verrentung 1981 trotz immer wieder drohender Stellenkürzung als festangestellter Kreativ-Grafiker in der Düsseldorfer Werbeagentur Dr. Hegemann tätig und unterrichtete gleichzeitig als Volkshochschullehrer in Modellierkursen. Jupp Heinz stand in einem konstanten Austausch mit befreundeten Künstlerkollegen wie Ernemann Sander, Willy Maria Stucke und Paul Magar.
Seit 1967 konzentrierte er sich in seinen Werken auf eine Mehrdimensionalität, deren Inspiration er nicht zuletzt aus volkstümlich-religiösen Lamellenbildern der Eifel mit – je nach Ansicht – unterschiedlichen Darstellungen gewonnen hatte. Seine vielfarbigen „Klötzchenbilder“ und Installationen, daneben auch unterschiedlichste Werke in Ton, Draht und Plexiglas, wurden in einer großen Zahl von Ausstellungen mit den Schwerpunkten Bonn und Paris präsentiert.

## Ausstellungen (Auswahl)
- 1946/7 Ausstellungen im ostfriesischen Raum (Aurich, Bremen, Emden und Norden; in Bonn:[4] 1. Große Nachkriegs-Weihnachtsausstellung der Stadt Bonn 1947)
- 1952 Bonn und Düsseldorf, Kaufhof
- 1960/2 Bonn, Kurfürstliches Gärtnerhaus
- 1963 Lille, Recontre
- 1971 Paris, Salon des Réalités Nouvelles
- 1972 Hamburg und Hannover, Galerie Off
- 1975 Bonn, Städtisches Kunstmuseum „Künstlergruppe Bonn 25 Jahre“
- 1980 Paris, „Salon Comparaisons“
- 1983 Bonn-Bad Godesberg, Haus an der Redoute
- 1993 Nienburg, gruppe konkret – Junge Kunst aus Nordrhein-Westfalen
- 1997 Bonn, gruppe konkret „Künstlerforum“
- 1998 Bonn, 1. Biennale für Konkrete Kunst

## Auszeichnungen
- August-Macke-Medaille der Stadt Bonn 1992[5]